# Ида (ураган, 2021)
Ураган Ида (англ. Hurricane Ida) — атлантический циклон 4 категории, поразивший юго-восточную часть США в августе—сентябре 2021 года. Последствия урагана распространились также на северо-восток страны. Жертвами стихийного бедствия стали не менее 115 человек.

## Метеорологическая история

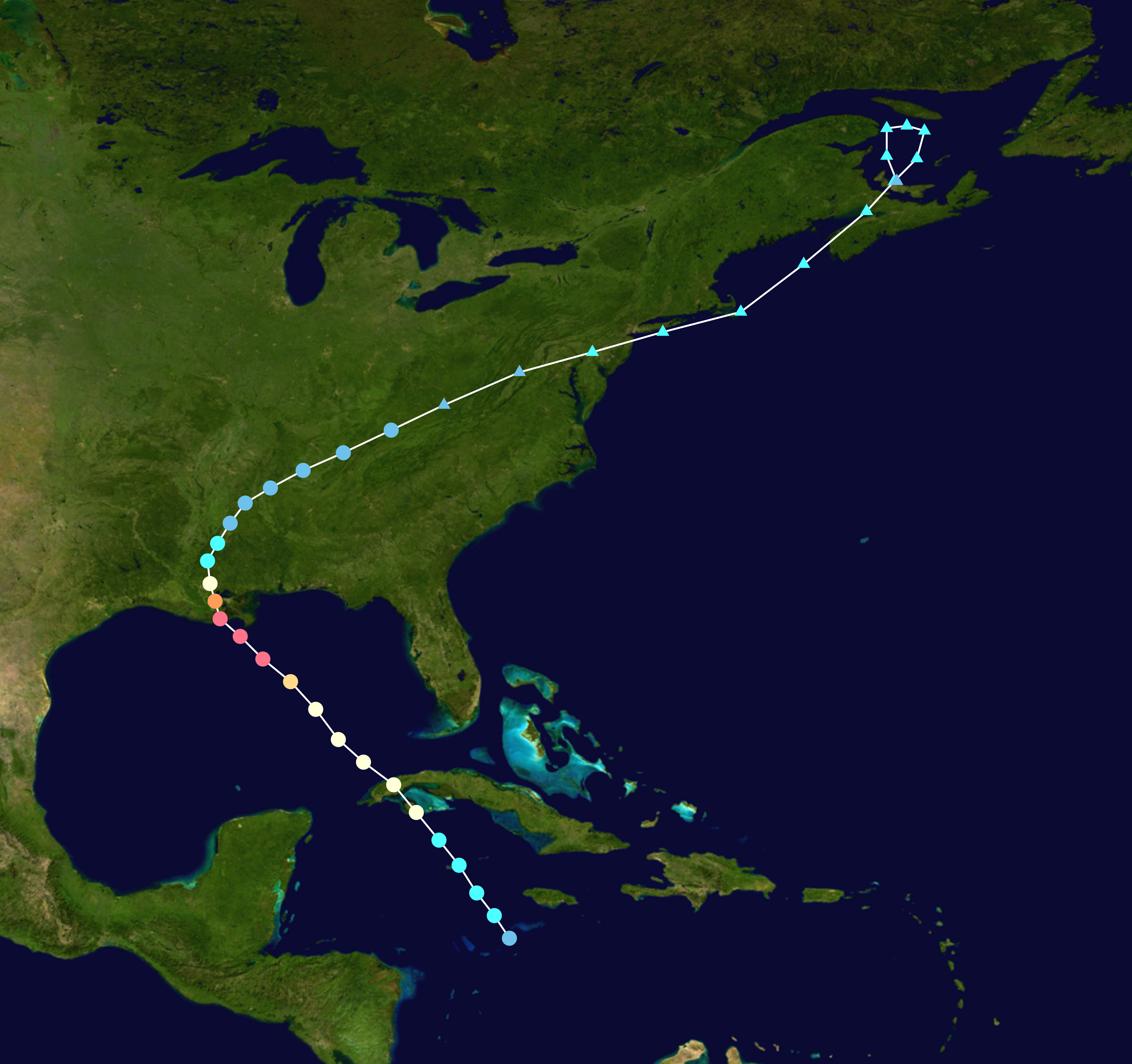
Карта пути и интенсивности Урагана Ида по шкале Саффира — Симпсона

Впервые начал отслеживаться Национальным центром ураганов 23 августа. 27 августа 2021 года Ида стала ураганом первой категории. 29 августа Ида стала квалифицироваться как ураган четвертой категории. По состоянию на 29 августа 19:00 ураган приближается к штатам Луизиана и Миссисипи. В обоих штатах объявлен режим чрезвычайного положения и принудительная эвакуация населения.
Сильнейший удар Иды по Новому Орлеану (штат Луизиана) пришёлся на 19:00 по местному времени. Ветер со скоростью около 250 км/ч ударил по побережью Луизианы, начались наводнения и потопы в прибрежных зонах. Однако когда ураган пришёл на континент, сразу упал до 2 категории.
Остатки урагана достигли северо-востока страны. В частности, серьёзные подтопления были отмечены в Нью-Йорке.

## Последствия
Более 70 % штата Луизианы было обесточено. Без электричества остались более миллиона домов. Ураган заставил реку Миссисипи изменить направление потока. В результате урагана погиб 1 человек.  31 августа число жертв возросло до 4 (2 в Миссисипи и 2 в Луизиане), пострадали не менее 10 человек. К 3 сентября число жертв возросло до 59. Несколько человек погибли в результате отравления угарным газом, как минимум один погиб после нападения аллигатора. В Луизиане погибли 7 постояльцев дома престарелых. В Мексиканском заливе из-за урагана была зафиксирована утечка нефти.
| Штат         | Жертвы | Примечания                  |
| ------------ | ------ | --------------------------- |
| Нью-Джерси   | 27     | [ 15 ]                      |
| Луизиана     | 26     | [ 12 ] [ 16 ] [ 17 ] [ 18 ] |
| Нью-Йорк     | 18     | [ 19 ]                      |
| Пенсильвания | 5      | [ 20 ]                      |
| Алабама      | 2      |                             |
| Миссисипи    | 2      |                             |
| Мэриленд     | 1      |                             |
| Коннектикут  | 1      |                             |
| Всего        | 82     |                             |

Финансовый аспект
Экономический ущерб от урагана составил, по оценкам, $75 млрд, что, по данным IPCC делает его наиболее дорогостоящим погодным явлением 2021 года.

## Реакция
Президент Джо Байден заявил о надвигающемся на страну «климатическим кризисе». Демократическая партия США потребовала немедленно принять законопроекты, направленные на борьбу с изменением климата.
4 сентября Байден посетил пострадавший от урагана Новый Орлеан и объявил о предоставлении $100 млн прямой помощи жителям Луизианы.